# M'haya
M'haya  (in arabo مهاية‎?) è un centro abitato e comune rurale del Marocco situato nella prefettura di Meknès, regione di Fès-Meknès. Conta una popolazione di 26 395 abitanti (censimento 2014).